# Vicariato apostólico de San José del Amazonas
El vicariato apostólico de San José del Amazonas (en latín: Vicariatus Apostolicus Sancti Iosephi de Amazones) es una circunscripción eclesiástica de la Iglesia católica en Perú. Se trata de un vicariato apostólico latino, inmediatamente sujeto a la Santa Sede. Desde el 1 de noviembre de 2014 su vicario apostólico es el obispo José Javier Travieso Martín, de los Misioneros Hijos del Inmaculado Corazón de María.

## Territorio y organización
El vicariato apostólico tiene 150 000 km² y extiende su jurisdicción sobre los fieles católicos de rito latino residentes en las provincias de Mariscal Ramón Castilla, Putumayo y la parte oriental de Maynas, en el departamento de Loreto.
La sede del vicariato apostólico se encuentra en el distrito de Punchana en la ciudad de Iquitos (fuera del territorio del vicariato apostólico), mientras que en el pueblo de Indiana se halla la Catedral de San José Obrero.
En 2022 en el vicariato apostólico existían 11 parroquias.

## Historia
La prefectura apostólica de San José del Amazonas fue erigida el 13 de julio de 1945 mediante la bula In catholici orbis del papa Pío XII, derivando el territorio del vicariato apostólico de San León del Amazonas (hoy vicariato apostólico de Iquitos).
El 3 de julio de 1955 el papa Pío XII elevó la prefectura apostólica a vicariato apostólico con la bula Etsi paterna.
El vicariato apostólico está confiado a la Orden de los Frailes Menores de la provincia de San José en Canadá.

## Estadísticas
Según el Anuario Pontificio 2023 el vicariato apostólico tenía a fines de 2022 un total de 151 000 fieles bautizados.
| Año                                                                             | Población            | Población | Población      | Sacerdotes | Sacerdotes    | Sacerdotes    | Bautizados por sacerdote | Diáconos permanentes | Religiosos | Religiosos | Parroquias |
| Año                                                                             | Bautizados católicos | Total     | % de católicos | Total      | Clero secular | Clero regular | Bautizados por sacerdote | Diáconos permanentes | Varones    | Mujeres    | Parroquias |
| ------------------------------------------------------------------------------- | -------------------- | --------- | -------------- | ---------- | ------------- | ------------- | ------------------------ | -------------------- | ---------- | ---------- | ---------- |
| 1950                                                                            | 40 000               | 45 000    | 88.9           | 8          |               | 8             | 5000                     |                      |            |            | 5          |
| 1960                                                                            | 58 500               | 63 000    | 92.9           | 16         | 2             | 14            | 3656                     |                      |            | 40         | 10         |
| 1970                                                                            | 70 000               | 75 000    | 93.3           | 21         | 7             | 14            | 3333                     |                      | 21         | 49         |            |
| 1976                                                                            | 100 000              | 106 000   | 94.3           | 18         | 6             | 12            | 5555                     |                      | 22         | 46         | 13         |
| 1980                                                                            | 111 000              | 118 000   | 94.1           | 17         | 7             | 10            | 6529                     |                      | 17         | 42         | 11         |
| 1990                                                                            | 76 149               | 82 649    | 92.1           | 17         | 7             | 10            | 4479                     |                      | 15         | 31         | 11         |
| 1999                                                                            | 95 400               | 107 840   | 88.5           | 17         | 9             | 8             | 5611                     |                      | 14         | 24         | 10         |
| 2000                                                                            | 95 400               | 107 840   | 88.5           | 20         | 10            | 10            | 4770                     |                      | 16         | 31         | 11         |
| 2001                                                                            | 118 440              | 143 389   | 82.6           | 19         | 8             | 11            | 6233                     |                      | 17         | 34         | 11         |
| 2002                                                                            | 120 567              | 149 965   | 80.4           | 16         | 5             | 11            | 7535                     | 1                    | 13         | 27         | 11         |
| 2003                                                                            | 121 359              | 159 647   | 76.0           | 17         | 5             | 12            | 7138                     | 1                    | 16         | 28         | 10         |
| 2004                                                                            | 123 392              | 164 680   | 74.9           | 18         | 4             | 14            | 6855                     |                      | 17         | 29         | 10         |
| 2010                                                                            | 132 000              | 180 000   | 73.3           | 12         | 3             | 9             | 11 000                   | 1                    | 13         | 36         | 11         |
| 2014                                                                            | 137 500              | 188 000   | 73.1           | 11         | 5             | 6             | 12 500                   |                      | 7          | 31         | 12         |
| 2017                                                                            | 142 050              | 194 150   | 73.2           | 14         | 6             | 8             | 10 146                   |                      | 11         | 25         | 13         |
| 2020                                                                            | 147 200              | 201 350   | 73.1           | 13         | 8             | 5             | 11 323                   |                      | 7          | 32         | 11         |
| 2022                                                                            | 151 000              | 206 000   | 73.3           | 14         | 8             | 6             | 10 785                   |                      | 7          | 37         | 11         |
| Fuente: Catholic-Hierarchy, que a su vez toma los datos del Anuario Pontificio. |                      |           |                |            |               |               |                          |                      |            |            |            |

## Episcopologio
- José Damase Laberge, O.F.M., † (4 de enero de 1946-25 de diciembre de 1968 falleció)
- Lorenzo Rodolfo Guibord Lévesque, O.F.M. † (29 de mayo de 1969-17 de enero de 1998 retirado)
- Alberto Campos Hernández, O.F.M. (17 de enero de 1998-8 de agosto de 2011 renunció)
  - Sede vacante (2011-2014)[nota 2]
- José Javier Travieso Martín, C.M.F., desde el 1 de noviembre de 2014